# Pfarrkirche hl. Nikolaus (Wundschuh)

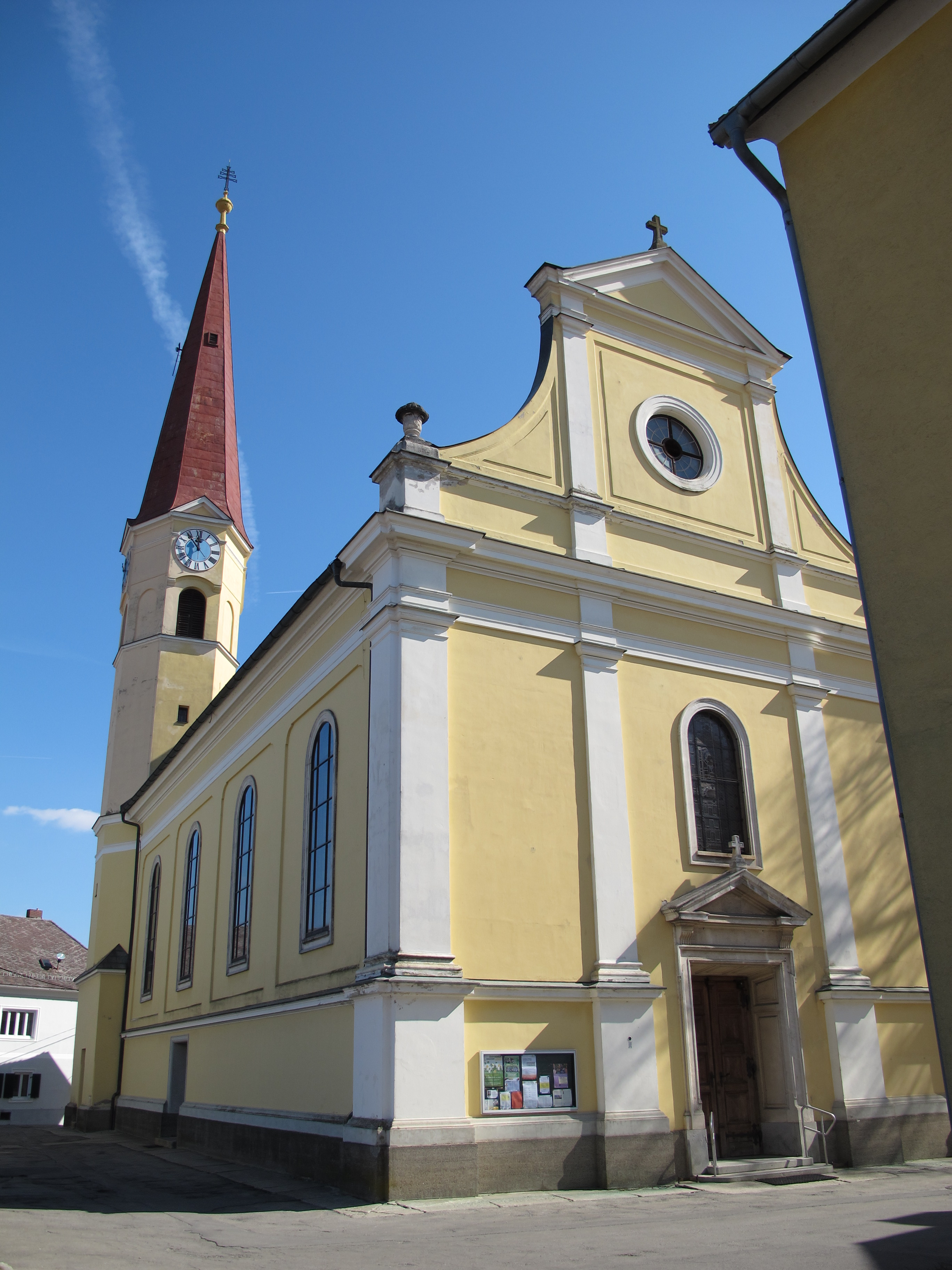
Die Kirche im März 2012

Die Kirche hl. Nikolaus ist die römisch-katholische Pfarrkirche der Gemeinde Wundschuh in der Steiermark. Ihre Geschichte lässt sich zumindest bis auf das Ende des 15. Jahrhunderts zurückverfolgen, wobei der heutige Kirchenbau aus dem Anfang des 20. Jahrhunderts stammt.

## Geschichte
Wahrscheinlich stand bereits in der Zeit um 1100 am Platz der heutigen Kirche eine hölzerne Kapelle, die später ausgebaut wurde. Gegen Ende des 15. Jahrhunderts existierte bereits eine gemauerte Kirche, die eine Filialkirche der Hengsberger Pfarrkirche war. Im 17. Jahrhundert wurde sie zu einem Vikariat und 1785 zu einer eigenständigen Pfarre. Zwischen 1912 und 1915 wurde der alte Kirchenbau durch einen von Johann Baltl ausgeführten Neubau mit barocken Formen ersetzt. In den Jahren 1946 und 2005 wurde der Innenraum und im Jahr 1979 wurde die Außenseite restauriert. Weiters wurde 2005 der Altarraum neu gestaltet.

## Beschreibung

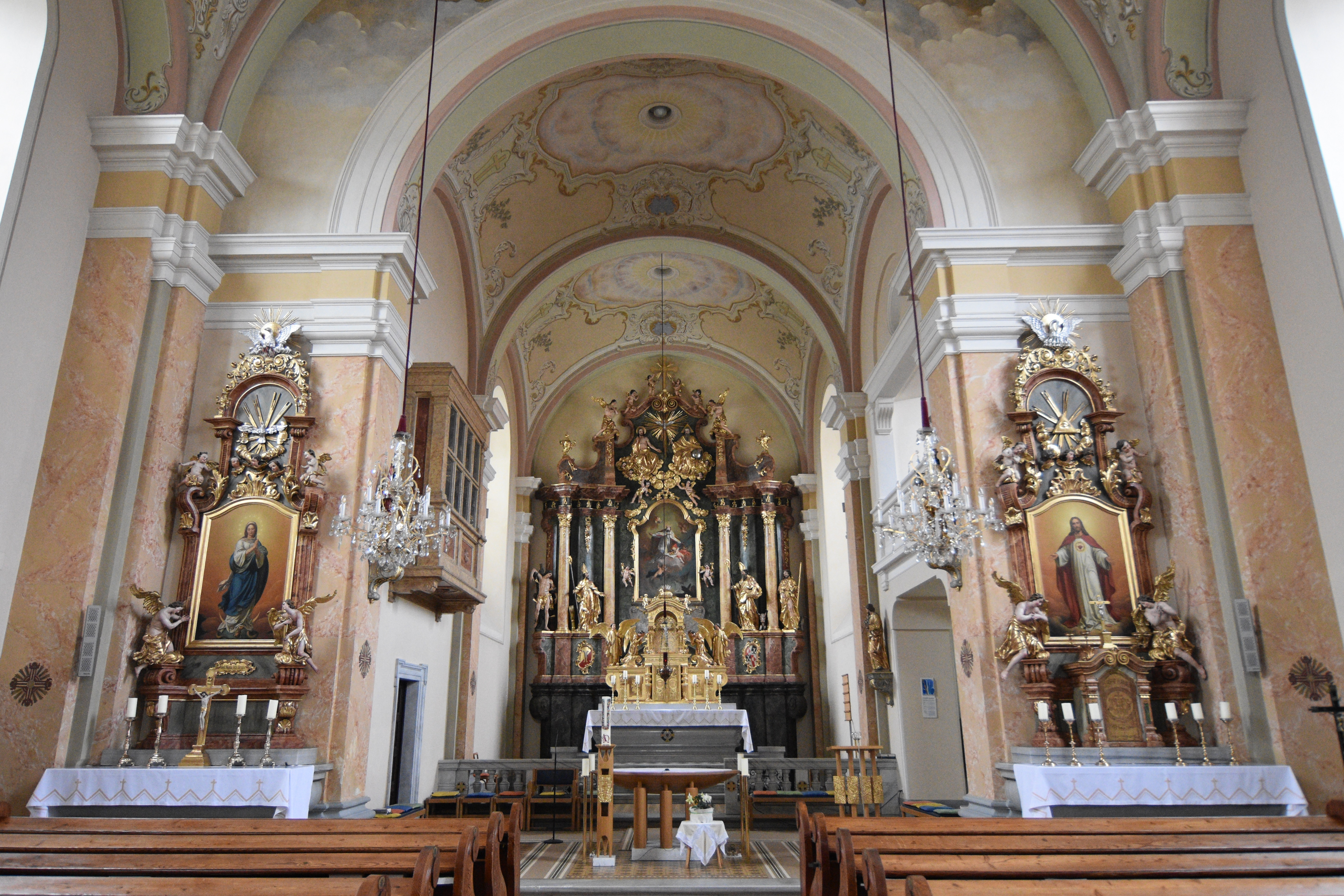
Der Altarraum

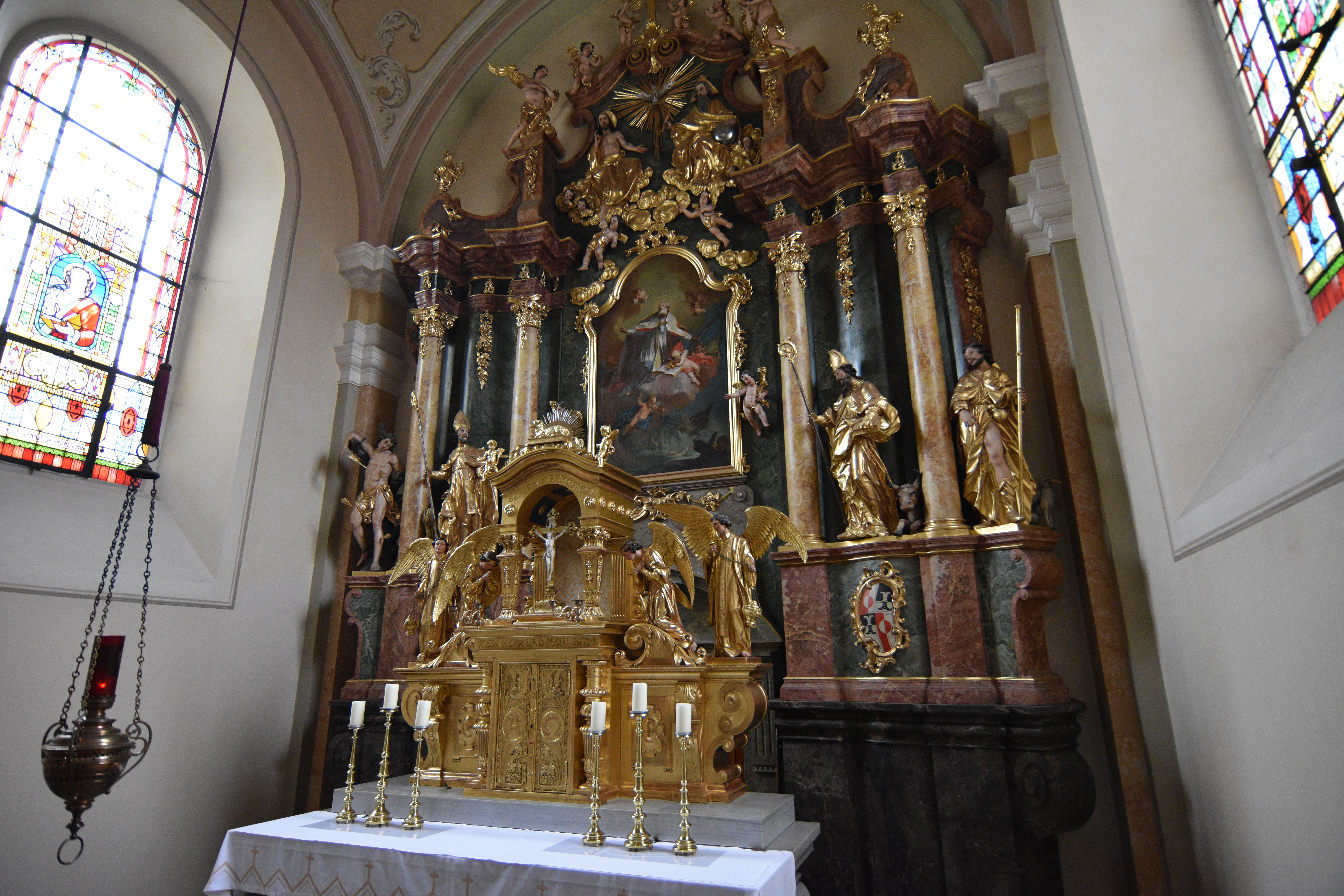
Der Altar

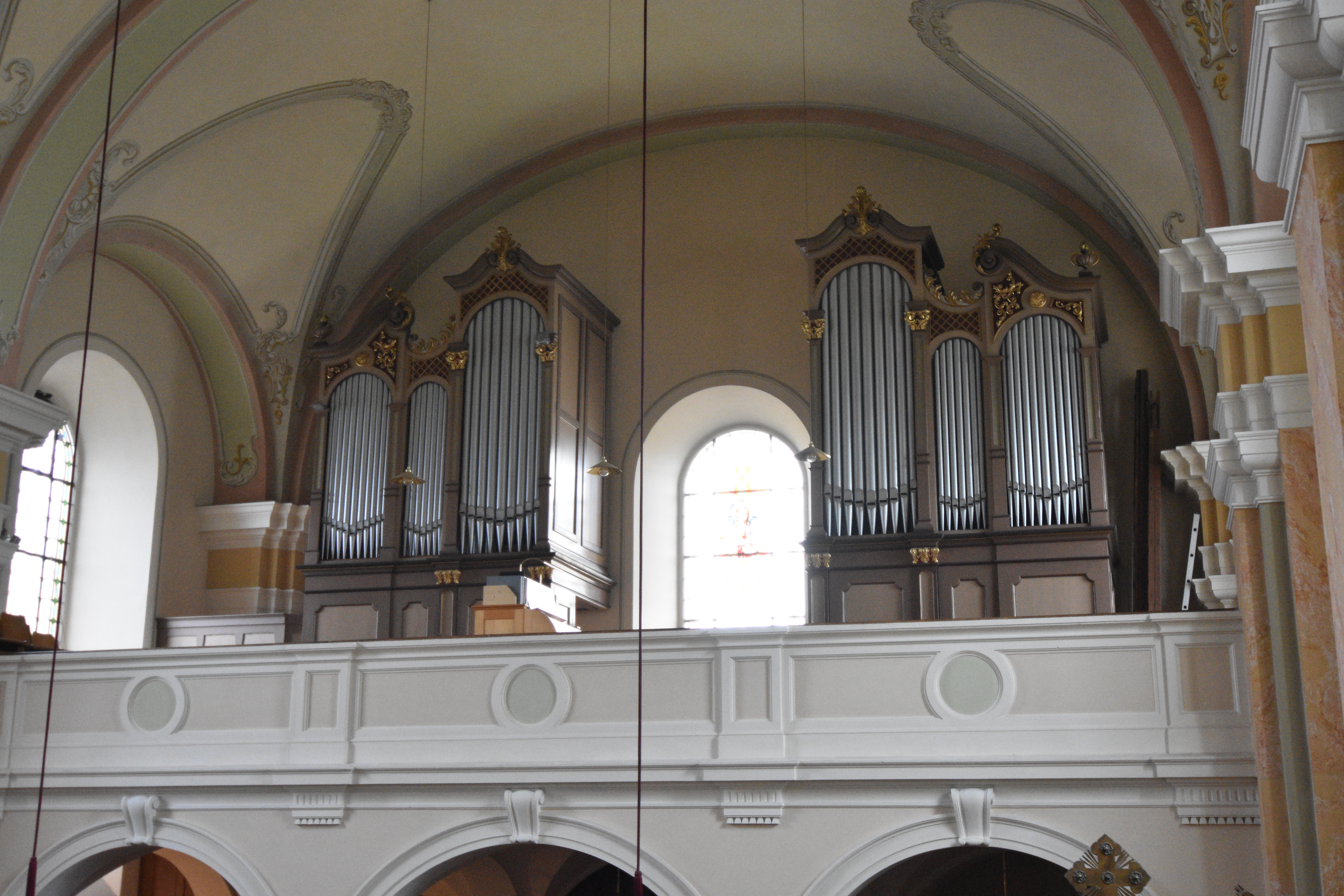
Die Orgel

Der Turm mit Spitzhelm befindet sich im nördlichen Chorwinkel und trägt vier Glocken. Das rechteckige, spätgotische Sockelgeschoß stammt aus dem Ende des 15. Jahrhunderts und weist einen eingemauerten Stein mit einer Datierung auf das Jahr 1497 auf. Die drei oberen Geschoße sind achteckig und stammen genauso wie der Spitzhelm aus der Zeit des Kirchenneubaues. Die am 22. September 1915 geweihten Glocken sind die Nikolausglocke, die Angelusglocke, die Versehglocke sowie die Zügenglocke. An der Außenmauer gibt es eine Nische in der eine barocke Marienstatue steht.
Das breite,  Langhaus ist  vierjochig und der schmälere, gerade geschlossene Chor ist zweijochig. Die Sakristei ist als Fünfachtelschluss angebaut.
Der spätbarocke, 1772 von Franz Karcher gefasste Hochaltar hat ein neueres Sockelgeschoß und trägt das Wappen der Familie Dietrichstein. Sein 1766 von Anton Jandl gemaltes Altarblatt zeigt den heiligen Nikolaus. Die heilige Dreifaltigkeit darstellende Aufsatzgruppe sowie das freistehende Tabernakel wurden zwischen 1914 und 1915 von Peter Neuböck und Bartholomäus Gorendscheck nach Entwürfen von Ludwig von Kurz zum Thurn und Goldenstein angefertigt. Die beiden Seitenaltäre, der linke ist der Muttergottesaltar und der rechte der Herz-Jesu-Altar, haben Aufbauten, die zum Teil aus dem Jahr 1914 stammen und tragen barock gestaltete Statuen aus der ersten Hälfte des 18. Jahrhunderts. In einer der Seitenkapelle befindet sich seit 2005 der Taufstein. Die Kanzel wurde gleichzeitig mit dem Hochaltar aufgestellt. Der schiffsförmige Volksaltar, der Ambo sowie die Session stammen aus dem Jahr 2005. Die Glasfenster der Kirche wurden zwischen 1914 und 1915 von F. Koller nach Entwürfen von Ludwig von Kurz zum Thurn und Goldenstein gestaltet. Die Dekorationsmalereien wurden 1946 von Albin Reiter gemalt. Weiters befinden sich einige barocke Statuen aus dem 18. Jahrhundert sowie gerahmte, spätbarocke Kreuzwegbilder aus dem Jahr 1914 in der Kirche.
Die Orgel wurde 1914 durch den Marburger Orgelbaumeister Josef Brandl errichtet und 1969 von Konrad Hopferwieser auf 21 Register erweitert. Im Jahre 2008 wurde die Orgel erneut renoviert und von Christian Hartinger mit einem neuen elektrischen Spieltisch ausgestattet.